# 역전재판
《역전재판》(일본어: 逆転裁判)은 일본의 게임 제작사 캡콤이 제작하는 일련의 비주얼 노블 어드벤처 게임 시리즈이다. 2001년에 발매된 《역전재판》을 시작으로 총 여섯 본편 게임이 출시됐으며, 그 외 외전작, 리마스터 등이 발매됐다. 비디오 게임 외 매체로도 진출해 2012년 실사영화와 2016년 애니메이션이 개봉 및 방송됐으며 그 외 만화, 드라마 CD, 뮤지컬, 희곡 등이 제작됐다.
《역전재판》은 법적 공방와 재판에 기반한 어드벤처 게임으로, 첫 주인공 나루호도 류이치를 포함한 다양한 법조인들이 재판에서 피고인을 변호해 승소하는 것이 게임의 주된 목표이다. 플레이어는 증언을 검토해 모순을 찾아내는 등 다양한 방법으로 사건의 진실에 다가가게 된다. 《역전재판》의 세계에서 재판은 3일동안 진행하며 이에 맞춰 게임플레이가 구성됐다. 원 일본판은 이야기가 일본에서 진행되며 작중 법원공방도 일본의 사법기관을 바탕으로 하나, 서양 지역에선 《에이스 어토니》라는 제목으로 무대를 미국 로스앤젤레스로 변경한 현지화를 적용했다.
본래 시리즈 기획 및 시나리오은 다쿠미 슈가 했으며 《역전재판 4 (2007)》까지 제작을 맡았다. 외전 《역전검사 (2009)》부터는 야마자키 타케시가 작가 및 기획자로서 제작을 계속했다. 2022년 12월 31일 기준으로 시리즈 전세계 누적판매량은 980만 장이다.

## 발매 정보

### 일본

#### 게임보이 어드밴스
- 역전재판 (逆転裁判) 2001.10.12.
- 역전재판 2 (逆転裁判 2) 2002.10.18.
- 역전재판 3 (逆転裁判 3) 2004.01.23.

#### PC
- 역전재판 PC (逆転裁判 PC) 2005.12.23.
- 역전재판 2 PC (逆転裁判 2 PC) 2006.03.31.
- 역전재판 3 PC (逆転裁判 3 PC) 2006.03.31.
- 역전재판 PC 1・2・3 세트 (逆転裁判 PC 1・2・3セット) 2006.03.31.

#### 닌텐도 DS
일본에서 DS로 리메이크된 역전재판 시리즈는 영어와 일본어를 동시지원하지만, 역전재판 4 이후 타이틀과 역전검사 시리즈는 일본어만 지원한다.
- 역전재판: 소생하는 역전 (逆転裁判 蘇る逆転) 2005.09.15
- 역전재판 2 (逆転裁判 2) 2006.10.26.
- 역전재판 3 (逆転裁判 3) 2007.08.23
- 역전재판 4 (逆転裁判 4) 2007.04.12.
- 역전검사 (逆転検事) 2009.05.28.
- 역전검사 2 (逆転検事 2) 2011.02.03.

#### 닌텐도 3DS
- 레이튼 교수 VS 역전재판 (レイトン教授VS逆転裁判) 2012.11.29
- 역전재판 5 (逆転裁判 5) 2013.07.25.
- 역전재판 123 나루호도 셀렉션 (逆転裁判 成歩堂セレクション) 2014.04.17.
- 대역전재판 -나루호도 류노스케의 모험- (大逆転裁判 -成歩堂龍ノ介の冒險-) 2015.7.9.
- 역전재판 6 (逆転裁判 6) 2016.06.09
- 대역전재판 2 -나루호도 류노스케의 각오- (大逆転裁判２-成歩堂龍ノ介の覺悟-) 2017.8.3

#### 닌텐도 위
- 역전재판: 소생하는 역전 (逆転裁判 蘇る逆転) 2009.12.15.
- 역전재판 2 (逆転裁判 2) 2010.01.26.
- 역전재판 3 (逆転裁判 3) 2010.02.23.

#### iOS
- 역전재판: 소생하는 역전 (逆転裁判 蘇る逆転)
- 역전재판 123 HD (逆転裁判 123 HD)
- 역전재판 4 (逆転裁判 4)
- 역전재판 5 (逆転裁判 5) 2014.08.07.

#### 안드로이드 OS
- 역전재판: 소생하는 역전 (逆転裁判 蘇る逆転)
- 역전재판 123 HD (逆転裁判 123 HD) (판매중단)

자바
- Phoenix Wright: Ace Attorney
  - Phoenix Wright: Ace Attorney EP 1 (첫 번째 역전)
  - Phoenix Wright: Ace Attorney EP 2 (역전 자매)

### 북미
- Phoenix Wright: Ace Attorney 2006년
- Phoenix Wright: Ace Attorney: Justice for All 2007년
- Phoenix Wright: Ace Attorney: Trials and Tribulations 2007년
- Apollo Justice: Ace Attorney 2008년 2월 19일
- Ace Attorney Investigations: Miles Edgeworth 2010년 2월 16일
- Phoenix Wright: Ace Attorney - Dual Destinies 2013년 10월 24일
- Phoenix Wright: Ace Attorney - Spirit of Justice 2016년 9월 8일

### 유럽
유럽에서 발매된 Phoenix Wright 시리즈는 영국, 프랑스, 독일, 이탈리아, 스페인어를 지원한다.
- Phoenix Wright Ace Attorney, 2006년 [NDS]
- Phoenix Wright Ace Attorney: Justice For All, 2007년 [NDS]
- Phoenix Wright Ace Attorney: Trials and Tribulations, 2008년 [NDS]
- Apollo Justice Ace Attorney: 2008년 5월 22일
- Phoenix Wright: Ace Attorney - Spirit of Justice 2016년 9월 8일

### 대한민국

##### 넥슨 모바일
대한민국의 역전재판 시리즈는 넥슨 모바일이 휴대전화용으로 포팅한 것이다.
- 역전재판 1
  - 역전재판 EP 1,2 <첫 번째 역전 / 역전자매> 2007년
  - 역전재판 EP 3 <역전의 토노사맨> 2007년
  - 역전재판 EP 4 <역전 그리고 안녕> 2007년
- 역전재판 소생하는 역전
  - 역전재판 - 소생하는 역전 (2008년 10월 29~30일)
- 역전재판 2
  - 역전재판 2 EP 1 <잃어버린 역전 / 재회, 그리고 역전> 2009년
  - 역전재판 2 EP 2 <역전 서커스> 2009년 8월 12일 (SKT)
  - 역전재판 2 EP 3 <잘있거라, 역전> 2009년 8월 19일 (SKT)
- 역전재판 3
  - 역전재판 3 EP 1 <추억속의 역전 / 도둑맞은 역전> 2010년 8월 23일
  - 역전재판 3 EP 2 <역전의 요리법 / 역전의 시작> 2010년 8월

##### 캡콤 코리아
- 역전재판 123 HD 2015년 4월
- Phoenix Wright: Ace Attorney - Dual Destinies 2013년 10월 24일[2]
- Phoenix Wright: Ace Attorney - Spirit of Justice 2016년 9월 8일[3]
- 역전재판 4 2017년 11월 22일[4]

## 시스템
역전재판 1~3의 플레이어는 주인공인 변호사 나루호도 류이치(일본어: 成步堂 龍一, Phoenix Wright, 3-1과 3-4에서는 아야사토 치히로, 3-5 일부는 미츠루기 레이지)의 시점에서 재판을 진행한다. 역전재판 4에서는 주인공 오도로키 호우스케의 시점에서 게임을 진행하고, 역전재판5에서 나루호도 류이치와 오도로키 호우스케 그리고 신참 변호사 키즈키 코코네를 에피소드 별로 나뉘어 진행한다. 게임의 목표는 변호를 의뢰한 피고인에 대해 무죄 판결을 이끌어내는 것이다. 한 편의 게임은 4~5개의 시나리오로 이루어져 있으며, 각각의 시나리오는 일부 예외를 제외하면 탐정 파트와 재판 파트로 나뉜다.

### 벌점
법정 파트나 사이코 록을 풀 때플레이어는 증거를 잘못 제시하거나 질문에 정답을 제시하지 못하면 벌점을 받는다. 벌점은 두 가지의 방식이 있으며 하나는 5번의 기회를 주는 방식, 다른 하나는 라이프 막대로 벌점을 주는 방식이다. 전자는 5번의 기회를 모두 사용하면 게임이 종료되지만 후자는 중요도에 따라 라이프를 깎는 방식이여서 좀 더 원활한 플레이를 할 수 있다.
- 라이프 5회 방식: 역전재판 1, 레이튼 교수 VS 역전재판, 대역전재판, 역전재판 6
- 라이프 막대 방식: 역전재판 2, 역전재판 3, 역전재판 4, 역전재판 5

### 탐정 파트
플레이어는 사건 현장과 그 주변 장소를 돌아다니면서 증언과 증거를 수집해야 한다. 탐정 파트에서 수행할 수 있는 커맨드는 조사, 이동, 대화, 제시가 있다.
- 조사: 장소의 구석구석을 조사하여 증거를 수집한다. 조사를 실행하면 하얀 손가락이 중앙에 나타나고, 이를 움직이며 중요한 부분을 살핀다. 손가락이 움직이는(NDS 버전에서는 "조사하기"(일본어: 調べる, 영어: Examine) 버튼이 나타나는) 부분을 조사하면 그 부분과 관련된 대화가 나타난다.
- 이동: 장소를 이동할 수 있다. 게임의 진행에 따라 이동할 수 있는 장소가 변경된다. 스토리 진행상 늘어나는 부분도 있고, 줄어드는 부분도 있다.
- 대화: 특정한 주제에 대해 묻는다. 대화를 통해 재판에 도움이 되는 정보와 증거를 얻을 수 있으며, 대화를 모두 들어야 이야기가 진행된다.
- 제시: 증거물 목록에서 증거를 선택해 제시할 수 있다. 적절한 증거를 제시하여 이야기를 진행할 수 있다.
- 사이코 록: 역전재판 2에서 도입되었다. 대화 중 상대가 거짓말을 하고 있거나 진실을 함구할 때 화면이 반전되고 대화 상대의 주위에 자물쇠가 채워진다. 사이코 락을 해제하기 전에는 그 주제로 새로운 사실을 이끌어내기가 불가능하다. 상대에게 '곡옥' 을 제시하고 적절한 증거를 제시하면 사이코 록을 해제한다. 증거 제시에 실패하면 벌점을 받으며, 한 주제에 대해서 사이코 락을 모두 해제하면 일정량을 회복할 수 있다. 이 때에는 라이프가 없어져도 게임은 끝나지 않고 1%의 라이프로 사이코 락에 다시 도전할 수 있다. 역전재판 4에서는 '대화' 선택 후 상단의 곡옥 아이콘을 누르면 사이코 락에 도전할 수 있다. 사이코 락의 개수는 1~5개로, 개수가 늘어날수록 제시해야만 하는 증거도 대개 늘어나게 된다. 그러나 가끔 1개를 풀기 위해 여러 개의 증거를 제시해야 하는 경우도 있으며 4개의 사이코 락이 하나의 증거로 우르르 무너지는 현상도 발생한다.
- 과학 수사: 역전재판 1의 소생하는 역전과 역전재판 4, 역전재판 6에서는 마이크와 터치펜을 사용해 지문이나 발자국을 채취할 수 있다.

### 법정 파트
플레이어는 수집한 증거를 바탕으로 증언에서 모순을 찾아내고 검사의 논리를 반박해야 한다.
- 증언: 피고나 증인이 증언대에서 사건과 관련한 진술을 한다. 증언시에는 화면 좌측 상단에 증언중이라는 글자가 뜨며, 증언 후에 심문을 진행하게 된다.
- 심문: 증언에 대해 심문하게 된다. 이의제기와 추궁하기를 이용해 모순을 찾고 이야기를 진행한다.
  - 이의 제기: 증언이 증거와 모순될 경우, 그 부분에 대해 증거를 제시하여 증인을 공격한다. 잘못된 증거를 제시했다면 벌점을 받는다.
  - 추궁하기: 증언의 특정한 부분에 대해 깊이 듣는다. 새로운 사실을 알 수 있으며, 증언을 추가하거나 변경하게 된다.
  - 꿰뚫어보기: 역전재판 4에서 도입되었다. 증인이 거짓 증언을 하거나 무언가를 숨길 때의 버릇을 찾아내 증인을 압박한다. 꿰뚫어보기는 아래쪽 화면 상단의 팔찌 아이콘이 활성화되었을 때 발동할 수 있다. 발동되면 증언을 3~4개의 부분으로 나누어 천천히 보여주게 되는데, 증인의 버릇을 지적해야 한다. 이 단계에서는 틀려도 벌점은 없다. 제대로 지적하면 그 행동과 관련한 증거나 인물을 제시해야 하는데, 여기서 잘못된 답을 제시하면 벌점을 받는다.
  - 코코로 스코프: 역전재판 5부터 코코네가 쓰는 시스템이자 능력이다. 코코네가 증언을 듣고 이상한 감정이 나타낸 상태에서 그 감정을 심문을 하면 추가 증언 요청 및 증거 제출 요청 혹은 이의 제기도 가능하다. 일반 모드와 폭주 모드가 있다. 자세한 사항은 키즈키 코코네 참고.
- 질문과 지적: 검사나 재판장이 사건에 대해 질문을 하거나, 사진에서 위치나 모순점을 지적하라고 한다. 여기서 잘못 대답하면 벌점을 받는다.
- 판결: 벌점을 받아 라이프가 0이 되면 피고는 유죄판결을 받고 게임이 종료된다. 이야기를 끝까지 진행시켜 진범을 찾으면 피고는 무죄판결을 받는다.

### 법정 기록
이야기를 진행하는 중 수집한 모든 증거는 증거목록에서 볼 수 있으며, 시나리오에 등장하는 모든 인물은 인물목록에 추가된다. 역전재판 2부터는 인물도 증거로서 제시할 수 있다.
역전재판 4에서는, 탐정 파트의 '제시' 와 재판 파트의 '이의제기'에서 인물을 제시할 수 없다. 대신 제시해야 하는 대상이 인물인지 증거인지를 사전에 선택해서 일일이 목록을 바꾸는 불편함을 해소했다.

### NDS에서 추가된 시스템

#### 듀얼 스크린
새롭게 제작된 역전재판은 NDS의 특징인 두 개의 화면을 잘 활용한다. 탐정 파트를 진행하면서 조사를 할 때, 질문에 대해 선택지가 나올 때, 사진의 모순을 지적할 때 아래쪽 화면을 터치하는 것으로 진행할 수 있다. 게임의 처음부터 끝까지 아래쪽 화면을 터치하는 것만으로 진행이 가능하며, 넓은 화면 이용으로 게임을 좀 더 깔끔하게 할 수 있게 되었다.

#### 마이크 활용
마이크를 활용하여 게임 내의 다양한 활동을 경험할 수 있다. 심문 중이나 이의제기, 증거를 제시할 때 게임기의 Y버튼을 누른 채로 마이크에 상황에 맞게 '이의 있소!(異議あり!)', '잠깐!(待った!)', '받아라!(くらえ!)'를 소리쳐서 진행할 수 있다. 또한 역전재판 4에서는 지문을 채취할 때 마이크를 쓸 수 있다.

#### 3D 텍스처
증거물 중 문서나 사진을 제외한 모든 증거는 '자세히 보기' 로 볼 수 있다. 변호사 배지를 포함해 3D로 재구성된 모든 증거는 뒤집어가면서 이전에 볼 수 없었던 증거물의 뒷부분을 볼 수 있게 했으며, 증거물과 관련한 등장 인물들의 대화도 추가되었다. 또한 현장의 상면도를 3D로 재현해 사건이 발생할 때의 상황을 더욱 생생하게 재현했다. 3D 텍스처 기능은 역전재판 4부터 추가되었다.

#### 영상 추가
역전재판 4는 일부 시나리오에 이야기 진행과 관련있는 3D 영상을 추가했다.

### 3DS에서 추가된 시스템

#### 3D 텍스쳐
NDS까지 등장인물을 모두 평면 텍스쳐로 처리했던 전작과 달리 3DS로 넘어오면서 인물들이 모두 3D 텍스쳐로 변경되었다. 3D 텍스쳐의 도입으로 캐릭터의 행동 및 감정 묘사가 더욱 현장감이 넘치게 되었다.

#### 짧은 애니메이션 영상 추가
에피소드 중간에 짧은 애니메이션 영상이 추가되었다.

### 수사 파트
플레이어는 역전재판의 탐정 파트와 마찬가지로 사건 현장과 그 주변 장소를 돌아다니면서 증언과 증거를 수집해야 한다. 실행할 수 있는 커맨드로는 조사, 대화, 이동, 로직이 있다.
- 조사: 장소의 구석구석을 조사하여 증거를 수집한다. 플레이어가 증거물 앞에 다가왔을 때 조사 커맨드를 실행할 수 있게 되고, 커맨드를 실행하면, 그 증거품과 관련된 대화가 나타난다.
  - 현장의 모순 지적: 현장에서 모순된 포인트, 혹은 어느 증거품과 관련된 포인트를 지적한 뒤, 관계있는 증거품을 제시한다. 포인트 지적은 틀려도 벌점은 없으나, 잘못된 증거품을 제시하면 벌점을 받는다. 가끔씩 증거품 제시는 없고, 그냥 모순된 포인트를 지적하라는 메시지도 뜬다. 이 때는 잘못된 곳을 지적하면 벌점을 받는다.
- 대화: 현장에 있는 사람들에게 특정한 주제에 대해 묻는다. 가끔씩 적절한 증거를 제시하여 이야기를 진행해야 되는 때도 있다.
- 이동: 화면 아래의 지도를 따라 터치펜, 혹은 방향키로 장소를 이동할 수 있다.
- 로직: 역전검사에서 처음 도입되었다. 로직 커맨드는 화면 왼쪽 위의 로직 아이콘을 누르거나, 닌텐도DS의 L버튼을 누르면 발동할 수 있다. 커맨드를 실행하게 되면, 파란 바탕에 대화 혹은 사건 현장에서 수집한 정보들이 배열되어 있는데, 이 중에서 적절한 2개의 정보를 찾아 조합시켜야 한다. 잘못 조합하면 벌점을 받는다.

### 역전검사의 시스템
플레이어는 검사, 미츠루기 레이지(일본어: 御劍怜侍, 영어: Miles Edgeworth)의 시점으로 플레이한다. 이 게임의 목표는 역전재판과는 달리 사건 현장에 있는 사람들 중에서 범인을 찾아 체포시키는 것이다. 역전검사는 총 5편의 시나리오로 구성되어 있으며, 각각의 장은 몇 개의 수사 파트와 심문 파트로 이루어져 있다. 수사 파트에서는 2개의 정보를 조합하여 추리하는 로직(일본어: ロジック)과, 이치죠우 미쿠모(일본어: 一条美雲, 영어: Kay Faraday)의 도구인 누스미짱(훔치미)(일본어: ぬすみちゃん)을 사용해 재현된 사건 현장의 조사가 있다.

## 시나리오 제목
한국어 (일본어 / 영어) 순이며, 한국어는 넥슨 모바일이 붙인 제목을 우선했다.
- 역전재판 (넥슨 모바일 발매)
  - 첫 번째 역전 (初めての逆転 / The First Turnabout)
  - 역전자매 (逆転姉妹 / Turnabout Sisters)
  - 역전의 토노사맨 (逆転のトノサマン / Turnabout Samurai)
  - 역전, 그리고 안녕 (逆転, そしてサヨナラ / Turnabout Goodbyes)
  - 소생하는 역전 - DS판 전용 시나리오 (蘇る逆転 / Rise from the Ashes)
- 역전재판 2 (넥슨 모바일 발매)
  - 잃어버린 역전 (失われた逆転 / The Lost Turnabout)
  - 재회, 그리고 역전 (再会, そして逆転 / Reunion, and Turnabout)
  - 역전 서커스 (逆転サ-カス / Turnabout Big Top)
  - 잘 있거라, 역전 (さらば, 逆転 / Farewell, My Turnabout)
- 역전재판 3 (넥슨 모바일 발매)
  - 추억속의 역전 (想い出の逆転 / Turnabout Memories)
  - 도둑맞은 역전 (盜まれた逆転 / The Stolen Turnabout)
  - 역전의 요리법 (逆転のレシピ / Recipe for Turnabout)
  - 역전의 시작 (始まりの逆転 / Turnabout Beginnings)
  - 화려한 역전 (華麗なる逆転 / Bridge to the Turnabout)
- 역전검사 (한국 미발매 작품, 비공식 한글패치만 존재)
  - 역전의 방문자 (逆転の来訪者 / Turnabout Visitor)
  - 역전 에어라인 (逆転エアライン / Turnabout Airline)
  - 가로채인 역전 (さらわれる逆転 / Kidnapped Turnabout)
  - 지나간 역전 (過ぎ去りし逆転 / Departed Turnabout)
  - 불타오르는 역전 (燃え上がる逆転 / Turnabout Ablaze)
- 역전검사 2 (북미/한국 미발매 작품, 비공식 한글패치만 존재)
  - 역전의 표적 (逆転の標的 / Turnabout Target)
  - 옥중의 역전 (獄中の逆転 / Imprisoned Turnabout)
  - 계승되는 역전 (受け継がれし逆転 / Inherited Turnabout)
  - 망각의 역전 (忘却の逆転 / Forgotten Turnabout)
  - 위대한 역전 (大いなる逆転 / Grand Turnabout)
- 역전재판 4 (한국 미발매 작품, 비공식 한글패치만 존재)
  - 역전의 조커 (逆転の切り札 / Turnabout Trump)
  - 역전연쇄의 거리 (逆転連鎖の街角 / Turnabout Corner)
  - 역전의 세레나데 (逆転のセレナード / Turnabout Serenade)
  - 역전을 잇는 자 (逆転を継ぐ者 / Turnabout Succession)
- 역전재판 5 (3DS와 iOS로 한국에서 북미판 DLC로 발매, 비공식 한글패치만 존재)
  - 역전의 카운트다운 (逆転のカウントダウン / Turnabout Countdown)
  - 역전의 백귀야행 (逆転の百鬼夜行 / The Monstrous Turnabout)
  - 역전 학원 (逆転学園 / Turnabout Academy)
  - 별이 된 역전 (星になった逆転 / The Cosmic Turnabout)
  - 미래로의 역전 (未来への逆転 / Turnabout for Tomorrow)
  - 역전의 귀환 (逆転の帰還 / Turnabout Reclaimed)
- 역전재판 6 (일본 기준 6월 발매, 북미 기준 9월 발매, 한국에서 북미판 DLC로 발매)
  - 역전의 이방인 (逆転の異邦人 / The Foreign Turnabout)
  - 역전의 마술쇼 (逆転マジックショー / The Magical Turnabout)
  - 역전의 의식 (逆転の儀式 / The Rite of Turnabout)
  - 역전 연예장 (逆転寄席 / Turnabout Storyteller)
  - 역전의 대혁명 (逆転の大革命 / Turnabout Revolution)
  - 시간을 뛰어넘은 역전 (時を越える逆転 / Turnabout Across Time)

## 실제 사법 제도와 차이
제작 의도에 의해 게임 내의 재판 제도는 현재 일본의 재판 제도와 크게 다르다. 게임 특유의 재판 시스템은 실제 일본의 사법 시스템과 다르며 게임 내 재판장이 들고 있는 나무 망치는 일본의 법정에는 사용하지 않으며 ‘이의 있음!’라는 발언도 거의 드물다. 만약 말한다고 해도 게임 내처럼 증인을 향해 외치는 것이 아니라 변호사나 검사가 서로의 질문과 심문에 대해서 판사에게 제기하는 방식으로 진행된다.

## 비판

### 단말기 기종에 따라 부담스러운 모바일화
넥슨 모바일의 휴대전화용 한국어판은 모바일화를 하면서 3개의 에피소드를 분할함으로 인해 생긴 GBA 한 편을 구입하는 것보다 비용이 많이 들어가고(데이터프리 요금제일 경우 제외), 용량을 압축하는 과정에서 음질이 원작에 비해 떨어졌다. 한국의 단말기가 멀티사운드 구현이 되지 않아 명곡들을 제대로 들을 수 없는 점은 아쉽다. 또한 아야사토 마요이가 미소라멘이 아닌 스파게티를 좋아하는 등 역전재판 유저들에게 이해할 수 없는 번역으로 혹평을 받기도 했다. 지스타 (G-STAR)에서 공개되고 2013년 5월 출시된 안드로이드 버전 역전재판 HD에서도 넥슨 모바일의 번역본이 적용된 채로 공개, 출시되었을 뿐 아니라 심심치 않게 찾아볼 수 있는 번역 오류로 현재 적잖은 유저들에게 비판을 받고 있다.
또한 한글화를 하는 과정에서 한국 단말기 한자 표현의 제약상 역전재판 고유의 일본어 말장난을 설명하지 못했다. 말장난은 소생하는 역전 번역 시 고려했던 것으로 보인다.(증거물 ID:타다시키 미치오 조사 시의 말장난으로 보아)

## 주요 등장 인물
[ ]안은 게임중에 표시되는 명칭. 캐릭터의 네이밍의 유래에 대해 언급되고 있는 경우는, 모두 개발상의 명명의 유래를 의미하는 것이며, 극중에서의 설정은 아니다. 전 등장인물의 목록은 역전재판의 등장인물 목록을 참조.

### 역전재판 시리즈(1/소생하는 역전 - 3)
나루호도 류이치(일본어: 成歩堂 龍一) [나루호도]
역전재판 1, 2, 3, 5의 주인공. 형사사건 전문 변호사이며 나루호도 법률 사무소의 소장. 뒤로 뻗은 뾰족머리와 푸른 정장이 특징이다.
아야사토 치히로(일본어: 綾里 千尋) [치히로]
나루호도의 영원한 스승. 역전재판 1의 2화 역전자매편에서 살해되었으나, 마요이나 하루미의 영매를 통해 위기 상황에서 나루호도를 도와주는 역할을 한다.
아야사토 마요이(일본어: 綾里 真宵) [마요이]
아야사토 가문의 차기 당주이자 수행중인 영매사. 나루호도 류이치의 조수를 맡고 있으며, 나루호도의 스승인 치히로는 언니. 때로는 치히로가 동생의 몸을 빌려서 나루호도에게 도움을 주기도 한다. 영력도 나쁘지는 않은 편. 토노사맨의 광팬이다.
아야사토 하루미(일본어: 綾里 春美)[하루미]
아야사토 마요이의 사촌 동생. 9살이지만 어른스러운 면이 많고, 서투른 영매사이긴 하지만 천재적인 영력의 소유자. 나루호도의 곡옥에 기를 불어넣어 주기도 한다. 나루호도와 마요이가 서로 사랑하는 사이라고 생각하며 이로 인해 나루호도가 다른 여자와 대화만 해도 지체없이 나루호도의 뺨을 때린다.
미츠루기 레이지(일본어: 御剣 怜侍) [미츠루기]
역전검사의 주인공이자 천재 검사. 나루호도와 야하리의 초등학교 동창이다. 20세에 검사가 되었고, 그 앞으로 5년간, 무패의 성과를 얻었지만, 친구 나루호도와의 재회와 그와의 법정에서의 싸움을 거치고, 그 생각을 서서히 바꿔간다. 붉은 정장과 3단 프릴 타이가 특징. 역전재판 5에서 검찰국장으로 승진한다.
야하리 마사시(일본어: 矢張 政志) [야하리]
나루호도 최초의 의뢰인. '사건의 뒤에는 언제나 야하리'라고 불릴 만큼 엄청난 트러블메이커. 나루호도와 미츠루기의 초등학교 동창이기도 하다.
재판장 (일본어: 裁判長) [재판장]
1,2에서는 민머리 재판장만 단독으로 나오지만 3에서는 노란 머리인 또 한명의 재판장이 나온다. 이 두 재판장들은 형제 관계이며, 민머리의 재판장이 형이다.
이토노코기리 케이스케(일본어: 糸鋸圭介) [이토노코]
경찰의 형사. 초동수사를 담당하는 형사이다. 미츠루기 검사를 엄청나게 신임하고, 가끔은 나루호도 변호사의 적인지 아군인지 착각하는 듯. 약간 덜렁대기는 하나, 많은 정보를 흘려주는 고마운 형사이다.
아우치 타케후미 (일본어: 亜内 武文) [아우치]
항상 역전재판 매 시리즈의 첫장에서 나오는 검사. 상당한 베테랑이나 왜인지 관록은 없다. 탈모가 심하다. 튜토리얼 검사라고도 불린다. 치히로와의 재판에서 패소한후 머리가 다 날아가버렸다.
카루마 메이(일본어: 狩魔 冥) [메이][카루마]
미츠루기와 같이 아버지 카루마 고우로부터 검사로 키워진 천재 검사. 역전재판 2에서부터 등장한다. 법정, 사건현장 할 것 없이 반항하는 사람은 채찍 세례를 날리는 게 특기. 약간 다른 사람을 깔본다. 아버지를 많이 닮은 천재 검사이다. 상대방의 이름을 풀네임으로 부르는 버릇이 있다.
고도 검사 (ゴドー) [고도] (본명 카미노기 소류)
역전재판 3에서 나오는 검사. 국적, 나이, 모든 것이 미스터리인 존재. 하지만 나루호도를 알고 있는 듯하다. 커피를 매우 좋아해 매 법정마다 17잔의 커피를 마시는 것을 자신만의 원칙으로 한다.

### 역전검사 시리즈(1-2)
미츠루기 레이지(일본어: 御剣 怜侍) [미츠루기]
역전검사의 주인공이자 천재 검사. 나루호도와 야하리의 초등학교 동창이다. 20세에 검사가 되었고, 그부터 5년간, 항상 유죄판결을 얻어 왔지만, 친구 나루호도와의 재회와 그와의 법정에서의 싸움을 거치고 그 생각을 서서히 바꿔간다. 붉은 슈트와 미간의 주름, 3단 프릴 타이가 특징.
이치조 미쿠모(일본어: 一条美雲) [미쿠모]
역전검사에서 미츠루기의 조수이자 이치조 쿠로의 딸이며 '자칭' 야타가라스 대도둑. 그녀의 도구인 누스미짱(비공식 한글패치판 번안: 훔치미)을 사용해 미츠루기를 돕는 역할을 한다.
이토노코기리 케이스케(일본어: 糸鋸圭介) [이토노코]
경찰의 형사. 미츠루기 검사의 직속 형사이고 미츠루기 검사를 매우 신임한다. 충성심이 강하고 에피소드 1에 나오는 스즈키 마코를 남몰래 좋아하고 있다. 참고로 미구모와는 친한 사이인지 '노코짱'(노코 아찌)라는 별명이 있다.
카루마 메이(일본어: 狩魔 冥) [카루마][메이]
미츠루기와 같이 그녀의 아버지로부터 검사로 키워진 천재검사. 어린 나이지만 미국에서 검사가 되었다. 역전재판 2에서부터 등장한다. 법정, 위 아래를 상관않는 반말과 사건현장 할 것 없이 반항하는 사람은 채찍 세례를 날리는 게 특기.
바도 잇테츠(일본어: 馬堂 一徹) [바도]
역전재판 시리즈의 등장인물. 형사. 스핀오프 『역전검사』, 『역전검사 2』에서 활동하고 있다. 말수가 적고 말을 느릿느릿하게 한다. 손거울을 가지고 다니면서 자주 꺼내보는 습관이 있는데 언제나 등 뒤를 살펴보기 위해서인 것으로 보인다. 품에서 거울을 꺼낼 때의 포즈 하나는 총을 뽑는 것처럼 묘사된다. 그리고 입에는 언제나 담배...가 아니라 사탕을 물고 다닌다.
로우 시류(일본어: 狼 士龍) [로우]
국제경찰 수사관, 검사들을 증오하며 미츠루기의 라이벌로 나타난다. 한편 미츠루기가 검사로서 데뷔할 뻔한 사건과 연루된 적이 있다. 이후 여비서인 시이나가 모종의 이유로 잡혀가자 바도 잇테츠를 감방에서 꺼내 자기 밑으로 두려고 열심히 설득하는 동시에 자진해서 팀을 해산하고 책임을 졌다고 한다. 더 이상 국제수사관도 아니지만 그래도 부하들 몇 명은 여전히 로우를 따라다니며 12년 전 낭 일족이 목락의 길을 걷게 된 사건의 진상을 알기 위해 사건이 벌어진 일본까지 와서 조사를 하고 있었다. 후에 아버지가 진심으로 서봉민국을 위하여 한 행동이었음을 깨닫고 단순한 낭가의 안위만을 생각했던 자신이 무지했음을 깨닫는다.
시이나 (シーナ) [시이나]
로우 수사관의 파트너이자 부하, 로우의 말에 의하면 굉장히 우수한 인물이라고 하며, 항상 로우의 곁에 따라다닌다. 로우 시류를 따라하는 포즈와 선글라스가 특징이며 그녀 역시 국제경찰 수사관이지만 베일에 싸여 있는 듯하다.
아마노가와 조이치로(일본어: 天野河 丈一郎) [죠이치로]
세계적인 대기업 아마노가와 콘체른의 총재. 미츠루기의 유학 생활을 지원해준 은인. 성격은 노인답게 여유로우며 말을 할 때 앞에 "자, 자, 자."라고 하는 습관이 있다. 자기 아들 사랑이 매우 지극한 아들바보.
카네이지 온레드(カーネイジ·オンレッド) [카네이지]
역전재판 시리즈의 등장인물. 역전검사의 5화 <불타오르는 역전>에서 등장한다.예전에는 코도피아 공국이라는 나라의 주일 전권대사였지만, 코도피아가 분단되면서 나온 나라인 알레바스트 왕국의 전권대사가 되었다. 나이는 72세로, 언제나 구부정하게 허리를 구부리고 지팡이를 짚고 다닌다. 평소엔 선량한 척 연기하다가 그의 정체가 드러나자 본심을 드러낸다.
이치조 쿠로(일본어: 一条 九郎) [쿠로]
역전재판 시리즈의 등장인물. 검사. 역전검사 제4화 <지나간 역전>에서 피해자로 등장하는 이치조 미쿠모의 아버지. 후줄근한 인상의 검사로 통칭 야타가라스 전문 검사. KG-8호 사건을 포함해서 야타가라스와 연루된 형사사건은 전부 그가 담당하고 있으며, 바도 잇테츠 형사와는 이치조가 신참 검사였던 시절부터 콤비로 활동했다고 한다. 이치조 미쿠모의 아버지인 만큼 미쿠모에게 큰 영향을 끼쳤으며, 역전검사, 역전검사 2에 걸쳐 언급되는 인물이기도 하다. 다만 2편에서는 이름은 안 나온다.
시가라키 타테유키(일본어: 信楽 盾之) [시가라키]
역전검사 2의 등장인물로 실력파 변호사이며 태도는 가벼워 보이나 날카로운 통찰력을 지녀 상대방을 꿰뚫어보는 듯한 언동을 보인다. 미츠루기 신의 조수였기 때문에 아들인 미츠루기 레이지와도 개인적으로 알고 있다.
미카가미 하카리(일본어: 水鏡 秤) [미카가미]
역전검사 2에서 등장하는 여성 재판관으로 법을 모시는 신관 및 성녀로서 엄숙하고 엄격하게 사건에 임하지만 검사심사회 회장의 아들인 이치야나기 유미히코 검사에게 자애롭고 자비로운 어머니 같은 인상. 실은 유미히코 검사보다 조금 어린 아들이 있다고 한다.
이치야나기 유미히코(일본어: 一柳 弓彦) [이치야나기]
'일류'를 자칭하는 17살의 천재 신입 검사로 검사심사회 회장인 이치야나기 반자이의 아들이기도 하다. 무슨 일에서건 '최고'가 되는 것을 고집하여 담당하는 사건을 누구보다도 빨리 해결하고자 하는 성격이지만 현장에 있는 누구보다 사건에 대한 이해가 늦는 것은 물론 가르쳐줬던 것까지 잊어버리는 것도 모자라 근거도 없고 말도 안 되는 모순된 추리로 생사람을 잡는다.
미츠루기 신(일본어: 御剣 信) [신]
역전재판 시리즈의 등장인물. 매우 성실하고 능력있는 변호사. 역전재판 제4화 <역전, 그리고 안녕>에 언급되는 DL6호 사건의 피해자로 등장했으며, 이후 역전검사 2에서 재조명되었다. IS-7호 사건이 판결을 나기까지는 약 1년의 세월이 걸렸고, 신은 결과적으로 카루마에게 패소했지만 대신 카루마의 부정을 폭로하는 데엔 성공했다. 하지만 그 반작용으로 인해 DL-6호 사건 직후 아버지를 잃은 미츠루기 레이지는 아이러니하게도 아버지의 라이벌이었던 카루마 고우의 밑으로 들어가게 된다.
카자미 유타카(일본어: 風見 豊) [카자미]
역전검사 2의 등장인물. 3화의 증인. IS-7호 사건 당시 텐카이 잇세이가 개최한 과자 콘테스트에 참여한 파티셰로, 주특기는 사탕 공예이다. 궁극의 레시피를 꼭 손에 넣고 싶어한다.
18년 후, 즉 현재에서는 12성좌 미술관에서 유독가스를 마신 피해자로 등장한다. 다행히 의무실에서 치료를 통해 의식을 회복할 수 있었다. 18년 전 사건이 종료된 후 서봉민국에 가서 특훈을 했다고 하며, 이 때는 사탕 공예 실력이 매우 발전하여 디자인도 화려하게 해낼 수 있게 되었다. 성격은 중국 무협지에 나올 법한 호걸풍이다. 그 때문에 웃음도 매우 호쾌하며, 2인칭은 "귀군(貴君)".
이치야나기 반자이(일본어: 一柳 万才) [반자이]
역전재판 시리즈의 등장 인물. 검사심사회 회장이자 전 검찰청장으로, 이치야나기 유미히코의 아버지이다. 역전재판 <역전, 그리고 안녕>에서 언급된, 카루마 고우의 첫 휴가 전 그를 심하게 책망했던 당시 검찰청장이 바로 이 사람. 평소 말투도 그 때 잠깐 언급된 그 말투랑 거의 같다. 그렇지만 실질적으로는 역전검사 2 <망각의 역전>에서 첫 등장한다.

### 역전재판 후기 시리즈(4-6)
오도로키 호우스케(일본어: 王泥喜 法介) [오도로키]
역전재판 4, 5의 주인공. 가류 키리히토의 제자지만 키리히토가 살인용의로 구속된 후 나루호도 류이치의 조수가 된다. 특기는 발성연습.
나루호도 미누키(일본어: 成歩堂 みぬき) [미누키]
나루호도 류이치의 양딸. 천재적인 '마술사'이면서 어떠한 '능력'의 소유자이다. 현재는 나루호도 뭐든지 사무소의 전속 마술사로 활약하고 있다.
나루호도 류이치(일본어: 成歩堂 龍一) [나루호도]
역전재판 1, 2, 3, 5의 주인공. 형사사건 전문 변호사이고 나루호도 법률 사무소의 소장이었으나, 7년 전, 문서 날조의 누명으로 인해서 변호사를 박탈당한 상황, 현재 직업은 피아니스트, 나루호도 무엇이든 사무소를 경영하고 있고, 에피소드 4에서 재판원 제도 프로젝트를 맡게 된다. 역전재판 4에서부터 1년후 변호사 배지를 다시 찾은 뒤 법조계로 돌아온다.
가류 키리히토(일본어: 牙琉 霧人)[가류][키리히토]
오도로키의 스승. 7년 전부터 나루호도와 알고 지낸 친구 사이로 검사인 가류 쿄유야와는 형제 관계이다.
가류 쿄우야(일본어: 牙琉 響也) [가류][쿄우야]
역전재판 4에서 나오는 법조계의 스타 검사. 가류 웨이브의 리더이면서, 변호사인 가류 키리히토와는 형제 관계.
호우즈키 아카네(일본어: 宝月 茜) [아카네]
역전재판 DS 소생하는 역전에 처음 출연. 과학수사에 능한 천재 형사. 미국에서 돌아와, 나루호도와 연관있는 오도로키와 미누키에게 도움을 준다. 언제나 카린토(한글패치판 번안: 맛동산)을 먹고 있다. 법정에도 카린토를 가지고 와 먹는다. 가류 쿄야를 싫어하며 미츠루기 레이지를 좋아한다.
아우치 타케후미(일본어: 亜内 武文) [아우치]
초기 시리즈에 이어 제1화를 담당하는 검사. 상당한 베테랑이지만 왠지 관록이 없다. 본인이 말하기를 검사가 되어 7년간은 무패였던 것 같다. '벗겨졌기 때문에 늘렸다'라는 이유로 이상한 머리 모양이 되어 있다.
라미로아 (ラミロア) [라미로아]
역전재판 4 에피소드 3에 나오는 증인. 보르지니아의 가수로 '발라드의 여신'이라고 불린다. 어떤 사건으로 인해 기억상실증에 걸렸고 눈도 보이지 않게 되었다. 그 후 수술을 통해 눈을 되찾게 된다.
키즈키 코코네(일본어: 希月 心音) [코코네]
역전재판 5의 주인공. 나루호도 무엇이든 사무소의 신참 변호사. 자신의 무죄 판결을 위해 누명을 뒤집어쓴 유가미 검사의 무죄를 밝혀주기 위해 변호사가 되었다고 한다. 이후 극적으로 해결하고 조수로서의 소임을 다하게 된다.
아우치 후미타케(일본어: 亜内 文武) [아우치]
역전재판 5에서 제1화를 담당하는 검사. 기본적으로는 형과 약간 다른 인상을 준다. 형처럼 무참하게 패소한 경험이 없어서 그런지 아직도 리젠트 머리를 유지하고 있으며, 다른 빼어난 검사들은 고사하고 형 타케후미하고 비교해도 그릇이 모자란 인물이다.
유가미 진(일본어: 夕神　迅) [유가미]
역전재판 5에서 나오는 검사. 7년 전부터 검사 겸 죄수로 살아가고 있으며 자신의 무죄를 믿어주는 누나가 있다.
반 고조(일본어: 番 轟三) [반]
역전재판 5에서 나오는 형사. 정의 밖에 모르는 형사이며, 유가미 검사를 갱생시키려 하고 있다.
보쿠토 츠야니(ボクト・ツアーニ) [보쿠토]
쿠라인 왕국 출신의 소년. 견습 승려이면서 자신의 이름처럼 투어 가이드도 하고 있다.
레이파 파드마 쿠라인(レイファ・パドマ・クライン) [레이파]
쿠라인 왕국의 공주이자 무녀. 피살당한 사건 피해자가 죽기 전에 보았거나 들었던 전황을 피해자를 대신해서 대리자로서 표명하면서 피고인에게 불리한 방향으로 해석하는 검찰 측 영매사로서의 모습을 보인다. 여러모로 아이다운 모습을 많이 보여주는 편이며 공주라는 신분탓인지 나이에 어울리지 않게 굉장히 권위주의적이다.
나유타 사드마디(ナユタ・サードマディ) [나유타]
역전재판 6에서 나오는 검사로 오도로키 변호사의 어릴적 의형제. 쿠라인 왕국 출신의 국제 검사로 쿠라인 왕국과 일본 모두에 등장해 나루호도, 오도로키, 코코네 세 명을 다 상대한다. 죽은 피해자의 영혼을 성불시키기 위해서라면 피고의 유죄가 필요하다는 입장이며 변호사는 영혼이 더러운 것으로 여기는지 피코측 변호인에게 거친 언사를 마다하지 않는다.

## TV 애니메이션
2016년 4월부터 방송되고 있다. 역전재판의 텔레비전 애니메이션 항목을 참조.

## 참조

### 주해
1. ↑  영어: Ace Attorney